# Kovachich József Miklós
Kovachich József Miklós (Tata, 1798. február 15. – Bécs, 1878. november 27.) jogtörténész, levéltáros, forráskutató (diplomatikus).

## Élete
1815-ben a pesti egyetemen szerzett bölcsészdoktori oklevelet, később a jogot is elvégezte. 1816-ban a múzeumi könyvtár adjunktusa (könyvtárosa) lett. 1817-ben Borsod vármegye táblabírájának nevezték ki. 1825-től a régi rendi Archivum Regni allevéltárnoka, majd 1832-1870-ig igazgatója volt.

## Munkássága
A magyar állam- és jogtörténet forrásainak kutatásába apja, Kovachich Márton György vezette be, aki fiatal korától magával vitte oklevélkutató útjaira. Apjához hasonlóan elsősorban a régi magyar jog és diplomatika történeti forrásait kutatta föl s adta ki latin nyelvű gyűjteményeiben. Forráskiadványai és forráskritikai értekezései az állam- és jogtörténeti kutatás alapvető forrásai ma is.
Kolosváry Sándor szerint a Corpus Juris Hungarici alapjául szolgáló 36 magángyűjtemény közül 30 „mind megfordult a kezén”.
Hatalmas gyűjteményét a Magyar Tudományos Akadémiának hagyományozta.

## Főbb művei
- Monumenta veteris legislationis hungaricae (Zágráb, 1815)
- Monumenta veteris legislationis hungaricae hactenus inedita (Zágráb, 1815)
- Lectiones variantes decretorum comitialium (Pest, 1816)
- Provocatio ad optimos (1816)
- Sylloge decretorum comitialium, I-II. (Pest, 1818)
- Notitiae praeliminares ad syllogen (Pest, 1820).
- Astraea complectens… ad historiam legislationis et jurisprudentiam hungaricam (I-II., Kovachich Márton Györggyel együtt; Buda, 1823).